# Українська Реформація (місячник)
«Українська Реформація» — релігійно-освітній місячник (з 1931 року двотижневик), орган Української Євангельсько-Реформованої Церкви, виходив у 1928—1932 роках спочатку у Львові, з 1929 року в Станиславові і у 1931—1932 роках у Коломиї. Редактори: пастори З. Бичинський і В. Федів.